# Sitio de Patras (1429)
El sitio de Patras, que tuvo lugar en 1429, fue una serie de batallas emprendidas por Constantino Paleólogo, entonces déspota de Morea, y su hermano Tomás, para recuperar las regiones del Despotado que estaban en manos de los francos y de Carlos I Tocco. En ese momento, Patras estaba bajo la jurisdicción del arzobispo latino y constituía una baronía.
El primer intento se llevó a cabo en julio de 1428, cuando Constantino estableció su campamento en Milos, en la llanura de Patras. Allí se casó con su primera esposa, Madalena-Teodora, sobrina de Carlo Tocco e hija de su hermano Leonardo, en un intento por recuperar el antiguo Despotado sin derramamiento de sangre. Sin embargo, no logró tomar la ciudad y se retiró a Chlemoutsi, que acababa de recibir como dote.
En marzo de 1429, los notables de Patras, a través de Andrónico Láscaris, aseguraron a Constantino que le entregarían la ciudad y que le ayudarían en ello. Una vez convencido, Constantino partió con su ejército durante la noche y llegó a la región de Monodendri, donde por la mañana se reunió nuevamente con los notables de Patras. Ese mismo día llegó a la ciudad, y los francos enviaron a un clérigo latino para preguntar qué deseaban. Constantino respondió que quería la ciudad, ya fuera mediante un tratado o mediante la guerra. Cuando regresó el emisario, se escucharon trompetas y los francos se encerraron en el castillo.
Al día siguiente, Domingo de Ramos, comenzó el sitio. Según Jorge Esfrantzes, los soldados del déspota cortaron primero ramas de palma y, sosteniéndolas en sus manos, cargaron contra los muros del castillo. Durante el asedio, el propio Esfrantzes fue hecho prisionero mientras intentaba salvar a Constantino, ya que una flecha había alcanzado el caballo de este, y en el intento de liberarlo, fue atacado desde el castillo. Con la ayuda del notable patrense Ioannis Rossotas, fue liberado el 23 de abril. El 5 de mayo, Constantino levantó el sitio tras llegar a un acuerdo con los sitiados y partió hacia Glarentza. El acuerdo estipulaba levantar el sitio, que Constantino recibiría el castillo de Saravali y que esperarían el regreso del arzobispo Malatesta para decidir qué hacer.
El 3 de junio, Constantino marchó nuevamente contra Patras, ya que el arzobispo latino no había regresado todavía de Italia, donde buscaba ayuda. En el camino, se encontró con su hermano Tomás, que sitiaba Chalandritsa, y pasaron la noche juntos en Kamenitsa. La noche del 4 de junio, llegaron a Patras y acamparon en la catedral de San Andrés. Según narra Esfrantzes, a las cinco de la mañana del lunes 5 de junio, una delegación salió del castillo y todos los habitantes de la ciudad, tras postrarse ante el déspota, le entregaron las llaves del castillo. Al entrar en la ciudad, las calles estaban cubiertas de flores y el pueblo lo recibió lanzándole rosas y claveles.